# 230 Atamanta
230 Atamanta (mednarodno ime 230 Athamantis) je asteroid tipa S (po Tholenu) v glavnem asteroidnem pasu. 

## Odkritje
Asteroid je odkril nemško-avstrijski astronom Leo Anton Karl de Ball 3. septembra 1882 . To je bilo njegovo edino odkritje asteroida. Poimenovan je po Atamanti iz grške mitologije.

## Lastnosti
Asteroid Atamanta obkroži Sonce v 3,68 letih. Njegova tirnica ima izsrednost 0,062, nagnjena pa je za 9,435° proti ekliptiki. Njegov premer je 108,99 km, okoli svoje osi se zavrti v  23,985 h .